# 圣贾科莫韦尔切莱塞
圣贾科莫韦尔切莱塞（義大利語：San Giacomo Vercellese），是意大利韦尔切利省的一个市镇。总面积9平方公里，人口336人，人口密度37.3人/平方公里（2009年）。ISTAT代码为002035。